# Loïc Lachenal
Loïc Lachenal, né le 14 juin 1978, est un directeur d'opéra français. Depuis 2017, il est directeur général et artistique de l'Opéra de Rouen Normandie.

## Parcours
Après des études en management culturel, musique et histoire de l'art, diplômé d'un master des métiers des arts et de la culture obtenu à Lyon, Loïc Lachenal commence sa carrière auprès de plusieurs artistes dans un compagnonnage orienté vers la création. La découverte, durant ses études, des travaux conjoints de Xenakis et Le Corbusier le marque durablement. 
En 2000, Loïc Lachenal est chargé de production et de programmation à l'Opéra de Massy. 
En 2006, après avoir été directeur de production pour Musicatreize pendant 5 ans, il rejoint le célèbre chœur accentus formé par Laurence Equilbey en tant que délégué artistique. En 2008, accentus reçoit le prix du Meilleur ensemble de l'année lors des Victoires de la musique classique. Son travail de direction artistique d'enregistrements avec le chœur est salué par de nombreux prix : Diapason d'Or, Choc de la musique, Editor Choice Gramophone, etc.  
En 2011, il rejoint la Chambre Professionnelle des Directions d'Opéra qu'il fait évoluer vers une organisation plus large, le syndicat professionnel Les Forces Musicales dont il est directeur jusqu'en 2017. À la tête de ce nouveau syndicat, son sens du collectif et son dynamisme lui permettent de mener à bien des missions dont la réussite a été saluée par l'ensemble des acteurs de la profession (dont l'accord unanime en avril 2016 sur l'assurance chômage, l'étude nationale sur l'impact social et économique des opéras en région, la participation au début public ou encore la réflexion sur les droits culturels et la loi relative à la liberté de la création, à l'architecture et au patrimoine de 2016 (LCAP)). 
En mars 2017, Loïc Lachenal est nommé directeur général de l'Opéra de Rouen Normandie, poste qu'il occupe actuellement. Dès son arrivée, l'établissement obtient auprès du ministère de la Culture, le conventionnement « Théâtre lyrique d'intérêt national », concrétisant ainsi une montée en puissance de la maison lyrique. C'est aussi le moment que choisit la collectivité régionale, principale tutelle de l'Opéra, pour lui confier la programmation et la gestion de la Chapelle Corneille, somptueux auditorium de 600 places. Dès la première saison du mandat de Loïc Lachenal, l'institution normande gagne 17% de nouveaux spectateurs. L'arrivée de Loïc Lachenal à l'Opéra de Rouen Normandie signe également l'affirmation d'un rayonnement territorial fort, notamment avec la mise en place d'Opéra en Direct : le premier opéra de la saison est retransmis chaque année en direct sur la chaîne France 3 Normandie, place de la Cathédrale à Rouen et partout en Normandie.   

Au début de la saison 2020-2021, alors que Loïc Lachenal occupe également la fonction de président du syndicat Les Forces Musicales et que l'ensemble des institutions lyriques font face à la crise de la Covid-19, il se mobilise rapidement en demandant la mise en place de fonds d'aide d'urgence pour le secteur, en participant largement à l'élaboration des protocoles pour le maintien des activités, aux études sur les enjeux sanitaires des pratiques musicales (dont les études PIC-PIV)  et lance conjointement avec l'ensemble des adhérents au syndicat le festival numérique L'amour de loin, réunissant quarante-six opéras et orchestres de toute la France. Cette même saison, l'Opéra de Rouen Normandie marque les esprits par sa forte capacité à déployer en peu de temps une politique audiovisuelle ambitieuse de captations pour maintenir le lien avec ses publics ; l'Opéra de Rouen Normandie obtient le prix de l'Institution lyrique la plus remarquable en temps de crise. Depuis 2021, Loïc Lachenal est vice-président du syndicat Les Forces Musicales. Au lendemain des élections présidentielles, le 25 avril 2022, Loïc Lachenal est appelé à s'exprimer au micro France Musique :   
Sur le champ des Opéras et des Orchestres, nous serons attentifs aux poursuites des conclusions des missions confiées à Caroline Sonrier et Anne Poursin sur le réseau qui nous concerne. Nous attendons surtout la mise en place d'un ministère de la Culture fort au sein du gouvernement. Nous avons évidemment une inquiétude budgétaire, et ce à trois niveaux : le budget du ministère en l'état, les financements des collectivités territoriales (qui représentent deux tiers des financements culturels) et tout ce qui concerne la fiscalité. Nous serons très vigilants. 
Soucieux d'accompagner des générations d'artistes, Loïc Lachenal apporte depuis 2017 une nouvelle marque de fabrique à l'Opéra de Rouen Normandie, visant à accompagner de jeunes personnalités : en 2020, le jeune chef Ben Glassberg est nommé directeur musical de l'institution. L'Opéra de Rouen Normandie devient également le lieu de prises de rôles marquantes et saluées (Lea Desandre, Hélène Carpentier, Natalya Romaniw, Lucile Richardot, Adèle Charvet, Huw Montague Rendall, Nicolas Courjal, Nicky Spence ou encore Catherine Hunold).
En décembre 2023, son contrat à la tête de l'Opéra de Rouen Normandie est prolongé jusqu'en 2028.